# Edwin Bancroft Henderson
Edwin Bancroft Henderson (24. November 1883 in Washington, D.C. – 3. Februar 1977 in Tuskegee, Alabama) war ein amerikanischer Sportler, Trainer, Lehrer, Sporthistoriker, tätig in der Schulverwaltung und im Civil rights movement. Er gilt als (Groß)Vater des afroamerikanischen Basketballs.

## Leben
Als Enkel einer Indianerin, eines Portugiesen, eines wohlhabenden Südstaatlers und dessen afroamerikanischer Sklavin hatte Henderson ein sehr ambivalentes Verhältnis zu Rasse und trat vehement gegen die Rassentrennung ein. Er wuchs in Pittsburgh und später in Washington, DC auf, lernte sehr früh Lesen, las regelmäßig in der nahen Library of Congress, war Jahrgangsbester der M Street High School in Washington, D.C., an der er in Baseball, American Football und Leichtathletik erfolgreich war. Er bekam seinen Bachelor von der Howard University, den M.A. von der Columbia University und promovierte (PhD) in Physiotherapie (Athletic Training) am Central Chiropractic College in Kansas City (Missouri).
Von 1904 an begann er im rassisch getrennten Schulwesen Washington, DC, in den Schulen der Afroamerikaner. Er besuchte zusätzlich in den Sommerferien Sportkurse an der Harvard University, an der er das 1891 erfundene Basketballspiel kennenlernte. Er verbreitete das Spiel unter den Afroamerikanern nicht nur in Washington, sondern auch in New York City und anderen Städten der Ostküste, wodurch er sich den Beinamen Vater des afroamerikanischen Basketballs verdiente. 25 Jahre lang war Henderson der oberste Schulverwaltungsbeamte für den Sport der Afroamerikaner in Washington D.C. Er erforschte die Geschichte und Kultur des schwarzen Sports in den USA, war ein überaus fleißiger Schreiber von Leserbriefen an Lokalzeitungen in Washington und dem benachbarten Virginia. Schätzungen zufolge wurden von ihm mehr als dreitausend während seiner Lebenszeit veröffentlicht (wie viele im rassistischen Süden, zu dem Virginia zählte, nicht-veröffentlicht wurden, ist nicht bekannt). Er gründete die erste schwarze Sportliga (Inter-Scholastic Athletic Association (I.S.A.A.), um den Sport der Afroamerikaner auf eine eigene regionale und nationale Grundlage zu stellen; er trainierte das 12th Streeters basketball team, mit dem er die von ihm ins Leben gerufene Weltmeisterschaft der Schwarzen 1909/10 und dann mit der Howard University 1910/11 gewann; er gründete die Eastern Board of Officials, die erste Organisation für schwarze Schiedsrichter und deren Ausbildung. Er gründete die Ortsgruppe des National Association for the Advancement of Colored People (NAACP) und setzte sich für das Ende der Rassenschranken im Sport ein. 1974 wurde er als einer der Ersten in die Black Athletes Hall of Fame und 2013 in die Naismith Memorial Basketball Hall of Fame aufgenommen.